# Selección de fútbol sub-20 de Jamaica
La Selección de fútbol sub-20 de Jamaica, conocida también como la Selección juvenil de fútbol de Jamaica, es el equipo que representa al país en la Copa Mundial de Fútbol Sub-20 y en el Campeonato Sub-20 de la Concacaf, además de los Juegos Panamericanos. Es controlada por la Federación de Fútbol de Jamaica.

## Palmarés
- Juegos Panamericanos
  - : 1

2007

## Estadísticas

### Mundial Sub-20
| Edición     | Resultado    | PJ           | PG           | PE           | PP           | GF           | GC           | Dif.         |              |
| ----------- | ------------ | ------------ | ------------ | ------------ | ------------ | ------------ | ------------ | ------------ | ------------ |
| 1977 a 1999 | No clasificó | No clasificó | No clasificó | No clasificó | No clasificó | No clasificó | No clasificó | No clasificó | No clasificó |
| 2001        | Primera fase | 3            | 0            | 1            | 2            | 1            | 6            | -5           |              |
| 2003        | No clasificó | No clasificó | No clasificó | No clasificó | No clasificó | No clasificó | No clasificó | No clasificó | No clasificó |
| 2005        | No clasificó | No clasificó | No clasificó | No clasificó | No clasificó | No clasificó | No clasificó | No clasificó | No clasificó |
| 2007        | No clasificó | No clasificó | No clasificó | No clasificó | No clasificó | No clasificó | No clasificó | No clasificó | No clasificó |
| 2009        | No clasificó | No clasificó | No clasificó | No clasificó | No clasificó | No clasificó | No clasificó | No clasificó | No clasificó |
| 2011        | No clasificó | No clasificó | No clasificó | No clasificó | No clasificó | No clasificó | No clasificó | No clasificó | No clasificó |
| 2013        | No clasificó | No clasificó | No clasificó | No clasificó | No clasificó | No clasificó | No clasificó | No clasificó | No clasificó |
| 2015        | No clasificó | No clasificó | No clasificó | No clasificó | No clasificó | No clasificó | No clasificó | No clasificó | No clasificó |
| 2017        | No clasificó | No clasificó | No clasificó | No clasificó | No clasificó | No clasificó | No clasificó | No clasificó | No clasificó |
| 2019        | No clasificó | No clasificó | No clasificó | No clasificó | No clasificó | No clasificó | No clasificó | No clasificó | No clasificó |
| 2023        | No clasificó | No clasificó | No clasificó | No clasificó | No clasificó | No clasificó | No clasificó | No clasificó | No clasificó |
| 2025        | No clasificó | No clasificó | No clasificó | No clasificó | No clasificó | No clasificó | No clasificó | No clasificó | No clasificó |
| Total       | 1/24         | 3            | 0            | 1            | 2            | 1            | 6            | -5           |              |

### Campeonato Sub-20 de la Concacaf
| Edición | Resultado               | PJ                      | PG                      | PE                      | PP                      | GF                      | GC                      | Dif.                    |                         |
| ------- | ----------------------- | ----------------------- | ----------------------- | ----------------------- | ----------------------- | ----------------------- | ----------------------- | ----------------------- | ----------------------- |
| 1962    | No existía la selección | No existía la selección | No existía la selección | No existía la selección | No existía la selección | No existía la selección | No existía la selección | No existía la selección | No existía la selección |
| 1964    | Primera fase            | 4                       | 1                       | 1                       | 2                       | 4                       | 5                       | -1                      |                         |
| 1970    | Tercer lugar            | 4                       | 0                       | 3                       | 1                       | 2                       | 6                       | -4                      |                         |
| 1973    | No participó            | No participó            | No participó            | No participó            | No participó            | No participó            | No participó            | No participó            | No participó            |
| 1974    | Primera fase            | 3                       | 1                       | 0                       | 2                       | 3                       | 4                       | -1                      |                         |
| 1976    | Primera fase            | 3                       | 1                       | 0                       | 2                       | 4                       | 4                       | 0                       |                         |
| 1978    | No participó            | No participó            | No participó            | No participó            | No participó            | No participó            | No participó            | No participó            | No participó            |
| 1980    | Primera fase            | 3                       | 0                       | 3                       | 0                       | 0                       | 0                       | 0                       |                         |
| 1982    | Primera fase            | 3                       | 1                       | 1                       | 1                       | 6                       | 3                       | +3                      |                         |
| 1984    | No clasificó            | No clasificó            | No clasificó            | No clasificó            | No clasificó            | No clasificó            | No clasificó            | No clasificó            | No clasificó            |
| 1986    | Primera fase            | 4                       | 0                       | 1                       | 3                       | 1                       | 10                      | -9                      |                         |
| 1988    | Primera fase            | 4                       | 0                       | 1                       | 3                       | 1                       | 10                      | -9                      |                         |
| 1990    | No participó            | No participó            | No participó            | No participó            | No participó            | No participó            | No participó            | No participó            | No participó            |
| 1992    | Primera fase            | 3                       | 1                       | 0                       | 2                       | 3                       | 4                       | -1                      |                         |
| 1994    | Primera fase            | 3                       | 1                       | 0                       | 2                       | 8                       | 13                      | -5                      |                         |
| 1996    | Fase final              | 5                       | 2                       | 1                       | 2                       | 6                       | 6                       | 0                       |                         |
| 1998    | Primera fase            | 3                       | 0                       | 0                       | 3                       | 4                       | 12                      | -8                      |                         |
| 2001    | Cuarto Lugar            | 3                       | 1                       | 2                       | 0                       | 3                       | 2                       | +1                      |                         |
| 2003    | No clasificó            | No clasificó            | No clasificó            | No clasificó            | No clasificó            | No clasificó            | No clasificó            | No clasificó            | No clasificó            |
| 2005    | Primera fase            | 3                       | 0                       | 0                       | 3                       | 2                       | 6                       | -4                      |                         |
| 2007    | Primera fase            | 3                       | 0                       | 1                       | 2                       | 1                       | 5                       | -4                      |                         |
| 2009    | Primera fase            | 3                       | 1                       | 0                       | 2                       | 2                       | 8                       | -6                      |                         |
| 2011    | Primera fase            | 2                       | 0                       | 0                       | 2                       | 1                       | 4                       | -3                      |                         |
| 2013    | Cuartos de final        | 3                       | 1                       | 0                       | 2                       | 4                       | 9                       | -5                      |                         |
| 2015    | Primera fase            | 5                       | 0                       | 2                       | 3                       | 2                       | 7                       | -5                      |                         |
| 2017    | No clasificó            | No clasificó            | No clasificó            | No clasificó            | No clasificó            | No clasificó            | No clasificó            | No clasificó            | No clasificó            |
| 2018    | Primera fase            | 5                       | 4                       | 1                       | 0                       | 24                      | 3                       | +21                     |                         |
| 2022    | Cuartos de final        | 5                       | 2                       | 1                       | 2                       | 5                       | 8                       | -3                      |                         |
| 2024    | Primera fase            | 3                       | 0                       | 0                       | 3                       | 0                       | 15                      | -15                     |                         |
| Total   | 22/29                   | 77                      | 17                      | 18                      | 42                      | 86                      | 144                     | -58                     |                         |

### Fútbol en los Juegos Centroamericanos y del Caribe
| Edición | Resultado                                                   | PJ                                                          | PG                                                          | PE                                                          | PP                                                          | GF                                                          | GC                                                          | Dif.                                                        |                                                             |
| ------- | ----------------------------------------------------------- | ----------------------------------------------------------- | ----------------------------------------------------------- | ----------------------------------------------------------- | ----------------------------------------------------------- | ----------------------------------------------------------- | ----------------------------------------------------------- | ----------------------------------------------------------- | ----------------------------------------------------------- |
| 1993    | Cuarto lugar                                                | 5                                                           | 1                                                           | 2                                                           | 2                                                           | 6                                                           | 6                                                           | 0                                                           |                                                             |
| 1998    | Cuartos de final                                            | 4                                                           | 2                                                           | 0                                                           | 2                                                           | 9                                                           | 6                                                           | +3                                                          |                                                             |
| 2002    | Primera fase                                                | 2                                                           | 0                                                           | 1                                                           | 1                                                           | 1                                                           | 4                                                           | -3                                                          |                                                             |
| 2006    | Cuartos de final                                            | 3                                                           | 1                                                           | 0                                                           | 2                                                           | 3                                                           | 9                                                           | -6                                                          |                                                             |
| 2014    | Primera fase                                                | 3                                                           | 0                                                           | 0                                                           | 3                                                           | 3                                                           | 11                                                          | -8                                                          |                                                             |
| 2018    | No clasificó                                                | No clasificó                                                | No clasificó                                                | No clasificó                                                | No clasificó                                                | No clasificó                                                | No clasificó                                                | No clasificó                                                | No clasificó                                                |
| 2023    | Desde 2023 los Juegos son disputados por selecciones sub-23 | Desde 2023 los Juegos son disputados por selecciones sub-23 | Desde 2023 los Juegos son disputados por selecciones sub-23 | Desde 2023 los Juegos son disputados por selecciones sub-23 | Desde 2023 los Juegos son disputados por selecciones sub-23 | Desde 2023 los Juegos son disputados por selecciones sub-23 | Desde 2023 los Juegos son disputados por selecciones sub-23 | Desde 2023 los Juegos son disputados por selecciones sub-23 | Desde 2023 los Juegos son disputados por selecciones sub-23 |
| Total   | 5/6                                                         | 17                                                          | 4                                                           | 3                                                           | 10                                                          | 22                                                          | 36                                                          | -14                                                         |                                                             |

### Fútbol en los Juegos Panamericanos
| Edición     | Resultado                                                            | PJ                                                                   | PG                                                                   | PE                                                                   | PP                                                                   | GF                                                                   | GC                                                                   | Dif.                                                                 |                                                                      |
| ----------- | -------------------------------------------------------------------- | -------------------------------------------------------------------- | -------------------------------------------------------------------- | -------------------------------------------------------------------- | -------------------------------------------------------------------- | -------------------------------------------------------------------- | -------------------------------------------------------------------- | -------------------------------------------------------------------- | -------------------------------------------------------------------- |
| 2007        | Medalla de plata                                                     | 5                                                                    | 3                                                                    | 1                                                                    | 1                                                                    | 8                                                                    | 2                                                                    | +6                                                                   |                                                                      |
| 2011 a 2023 | Desde 2011 los Juegos son disputados por selecciones sub-22 y sub-23 | Desde 2011 los Juegos son disputados por selecciones sub-22 y sub-23 | Desde 2011 los Juegos son disputados por selecciones sub-22 y sub-23 | Desde 2011 los Juegos son disputados por selecciones sub-22 y sub-23 | Desde 2011 los Juegos son disputados por selecciones sub-22 y sub-23 | Desde 2011 los Juegos son disputados por selecciones sub-22 y sub-23 | Desde 2011 los Juegos son disputados por selecciones sub-22 y sub-23 | Desde 2011 los Juegos son disputados por selecciones sub-22 y sub-23 | Desde 2011 los Juegos son disputados por selecciones sub-22 y sub-23 |
| Total       | 1/1                                                                  | 5                                                                    | 3                                                                    | 1                                                                    | 1                                                                    | 8                                                                    | 2                                                                    | +6                                                                   |                                                                      |

## Últimos y próximos encuentros
Actualizado al último partido jugado el 26 de julio de 2024
| Fecha      | Ciudad           | Local             | Resultado | Visitante | Competición                     |
| ---------- | ---------------- | ----------------- | --------- | --------- | ------------------------------- |
| 25-01-2024 | Puerto España    | Trinidad y Tobago | 3:2       | Jamaica   | Partido amistoso                |
| 01-02-2024 | Arima            | Trinidad y Tobago | 1:3       | Jamaica   | Partido amistoso                |
| 24-02-2024 | Basseterre       | Martinica         | 0:1       | Jamaica   | Clas. Campeonato Sub-20 2024    |
| 26-02-2024 | Basseterre       | Jamaica           | 2:0       | Granada   | Clas. Campeonato Sub-20 2024    |
| 28-02-2024 | Basseterre       | Jamaica           | 3:2       | Bermudas  | Clas. Campeonato Sub-20 2024    |
| 08-06-2024 | Ciudad de México | Guatemala         | 2:0       | Jamaica   | Partido amistoso                |
| 10-06-2024 | Ciudad de México | México            | 6:2       | Jamaica   | Partido amistoso                |
| 19-07-2024 | Celaya           | Estados Unidos    | 9:0       | Jamaica   | Campeonato Sub-20 Concacaf 2024 |
| 22-07-2024 | Celaya           | Costa Rica        | 3:0       | Jamaica   | Campeonato Sub-20 Concacaf 2024 |
| 26-07-2024 | León             | Cuba              | 3:0       | Jamaica   | Campeonato Sub-20 Concacaf 2024 |

## Entrenadores desde 1999
- 1999  Clovis De Olivera
- 2001  Clovis De Olivera
- 2003  Wendell Downswell[1]
- 2005  Wendell Downswell
- 2007  Dr Dean Weatherly
- 2009  Donovan Duckie
- 2011  Walter Gama
- 2013  Wendell Downswell
- 2015  Theodore Whitmore

## Jugadores destacados
| - Ryan Thompson - Rudolph Austin - Ricky Sappleton - Ricardo Fuller - Shavar Thomas - Khari Stephenson - Dane Richards - Dever Orgill - Dwayne Miller - O'Brian White | - Luton Shelton - Omar Daley - Ricky Sappleton - Kieron Bernard - Akeem Priestley - Onandi Lowe - Jermaine Taylor |